# Cola octoloboides
Cola octoloboides es una especie de plantas con flores perteneciente a la familia de las malváceas. Se encuentra únicamente en  Kenia. Es tratada en peligro de extinción por la pérdida de hábitat.

## Descripción
Es un arbusto o árbol pequeño que alcanza los 3-4 m de alto; es desconocida su fruta madura.

## Hábitat
Se encuentra en  afloramientos de piedra caliza con parches de bosque y árboles dispersos de Chlorophora excelsa, Sterculia appendiculata y Gyrocarpus jacquinii; situación abierta en el borde de un afloramiento de roca caliza, en tierra roja; en hendiduras llenas de sombra; a una altitud de 1-450 metros.